# راندي جاكسون (مغني)
راندي جاكسون (بالإنجليزية: Randy Jackson)‏ هو مغني أمريكي، ولد في 28 فبراير 1955 في نيو أورلينز في الولايات المتحدة.

## وصلات خارجية
- الموقع الرسمي
- راندي جاكسون على موقع ميوزك برينز (الإنجليزية)
- راندي جاكسون على موقع ديسكوغز (الإنجليزية)